# Pwyll
Pour l’article homonyme, voir Pwyll (cratère).

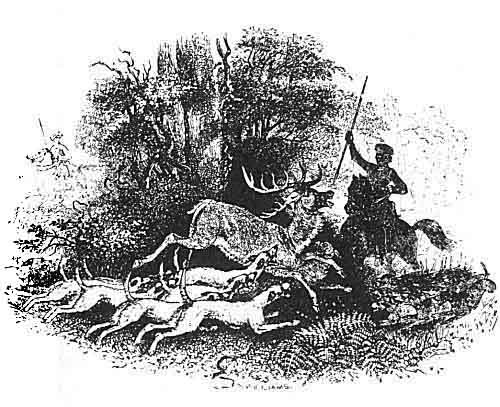
Pwyll Prince de Dyfed chassant avec ses chiens.

Pwyll est un personnage de la mythologie celtique brittonique qui apparaît notamment dans le premier conte des Mabinogion gallois, qui a pour titre « Pwyll, prince de Dyved ». Son nom signifie la « Raison ». Il a donné son nom à un cratère d'Europe, l'un des satellites naturels de la planète Jupiter.

## Pwyll, prince de Dyved

### Le «prince d’Annwvyn»
Lors d’une chasse à Glynn Cuch, Pwyll prince de Dyved, se dispute la dépouille d'un cerf avec un autre chasseur, qui n’est autre que Arawn, roi d’Annwvyn (l’« Autre Monde » celtique, dans les textes gallois). Pour s’être indûment approprié le gibier, il accepte de réparer et Arawn propose qu’ils échangent leurs royaumes et identités pour une année, au terme de laquelle Pwyll devra se battre contre Havgan, un ennemi d’Arawn.
Pwyll se rend à la résidence d’Arawn, sous son apparence. Après le repas du soir, il couche avec la reine, mais il ne la touche pas et ne la touchera pas durant son séjour. L’année passe « dans les chasses, les concerts, les banquets, l’amitié et la conversation avec sa compagnie, jusqu’au soir fixé. »
Au jour dit, il va se battre contre Havgan et le tue du premier coup. Pwyll « reçoit l’hommage des guerriers » et règne sur les 2 royaumes, il est surnommé « prince d’Annwvyn ». Puis, il se rend à Glynn Cuch et y retrouve Arawn ; ils reprennent leurs identités et aspects respectifs. Pwyll retourne en Dyved, on le rassure sur la façon dont son royaume a été administré en son « absence » et raconte la vérité aux nobles.

### Rhiannon
Après un festin, Pwyll s’assoit sur un tertre nommé Gorsedd Arberth, réputé pour ses sortilèges et situé près de sa résidence. Une cavalière passe d’un pas lent et régulier. Il demande qu’on envoie quelqu’un lui demander qui elle est, mais l’homme à pied ne parvient pas à la rattraper. On tente vainement de la rejoindre à cheval, mais la cavalière s’éloigne sans que sa monture ait changé d’allure. Au troisième jour, Pwyll lui-même se lance à la poursuite et, ne pouvant lui non plus la rejoindre, il l’appelle et elle s’arrête immédiatement.
Elle s'appelle Rhiannon, fille d’Eveydd le Vieux. Elle explique qu’elle est venue pour le rencontrer, car elle l’aime et souhaite l’épouser, mais qu’on veut la marier contre son gré. Pwyll, conquis par sa beauté, accepte la demande et le mariage est fixé dans un an, à la cour d’Eveydd.
Pendant le banquet de mariage l’année suivante, un homme fait une requête à Pwyll, que celui-ci accepte d’avance : Pwyll doit lui donner sa future épouse et les provisions pour les noces. Il s’agit de Gwawl, à qui Rhiannon avait été promise et qu’elle avait éconduit. Ne pouvant revenir sur son accord, Rhiannon imagine un stratagème pour se dérober.
Le jour venu, Pwyll, muni d’un sac magique, arrive avec 100 cavaliers. Il entre habillé comme un mendiant et demande que l’on remplisse le sac de nourriture. Le sac magique ne peut se remplir et Pwyll demande à Gwawl de tasser la nourriture avec son pied et il le met dans le sac, qu’il ferme avec les lacets. Pwyll sonne du cor pour faire venir ses chevaliers et tous frappent le sac. Gwawl demande grâce et Pwyll rentre en Dyved avec Rhiannon. Son règne est caractérisé par l'équité, la justice et la générosité.

### Pryderi
N’ayant pas d’héritier après trois ans, certains demandent à Pwyll qu’il répudie Rhiannon et prenne une autre femme. Il demande un délai d’un an. Avant que l'an ne soit passé, naît un garçon. Mais la nuit même, le nouveau-né est enlevé et les six femmes, chargées de le garder et qui se sont endormies, accusent Rhiannon d’infanticide.
Rhiannon est condamnée à rester sept ans dans la cour d’Arberth, assise à l’entrée du château, à raconter son histoire aux passants et à leur proposer de les amener dans la cour sur son dos.
Dans le même temps, Teirnon Twrv Vliant, seigneur de Gwent-Is-Coed, avait une jument qui poulinait chaque année le 1er mai, mais invariablement le poulain disparaissait. La nuit venue, il surveille la jument qui met bas et voit une griffe passer par la fenêtre pour prendre le poulain ; d’un coup d’épée il coupe la griffe et sort de la pièce mais ne peut voir ce qui se passe à cause l’obscurité. Quand il rentre, il trouve un enfant qu’il donne à sa femme et qu’on baptise sous le nom de Gwri Wallt Euryn. L’enfant grandit plus vite que la normale, à l’âge d’1 an il en parait 3. Le poulain est donné à l'enfant quand il a 4 ans.
Teirnon a vent de l’infortune de Rhiannon et comprend que l’enfant est le fils de Pwyll. Avec sa femme, ils se rendent à Arberth pour restituer l’enfant. Ils rencontrent Rhiannon qui leur propose de les porter sur son dos jusqu’à la cour, ce qu’ils refusent. À la fin du banquet auquel ils ont été invités, Teirnon raconte son histoire et présente son fils à Rhiannon. On décide de l’appeler Pryderi (« souci »). En récompense Teirnon garde son fils adoptif en fosterage avec tous les honneurs y afférents.
À la mort de Pwyll, Pryderi lui succède et agrandit le royaume.

## Analyse
Dans cette légende tardive, on retrouve de manière altérée quelques thèmes de la mythologie celtique de l'Antiquité : essence divine de la royauté, l'union avec la femme qui symbolise la souveraineté et le séjour dans l'Autre Monde.
Selon Claude Sterckx, « le mariage [de Pwyll et Rhiannon] est une représentation mythique de l’hiérogamie entre le principe Mâle et le principe Féminin, entre le roi et son royaume, garantissant sur le plan macrocosmique la pérennité du cycle vital, au niveau microcosmique la fécondité générale du royaume ».

## Compléments